# 蘇希塔什利克河 (錫紐哈河支流)
蘇希塔什利克河（烏克蘭語：Сухий Ташлик），是烏克蘭的河流，位於該國中部基洛夫格勒州，屬於錫紐哈河的支流，發源自別爾比夫卡北部，河道全長57公里，流域面積741平方公里。